# Росс Едґар
Росс Едґар  (англ. Ross Edgar, 3 січня 1983) — британський велогонщик, олімпійський медаліст.

## Біографія та кар'єра
Народився 3 січня 1983 року. Шотландський велогонщик, який представляв Шотландію на Іграх Співдружності в 2002 і 2006 роках, де він виграв золоту медаль в командному спринті верхи з Крісом Хоєм і Крейгом Макліном. Він представляв Велику Британію на Олімпійських іграх у 2004 та 2008 роках. Виграв дві срібні медалі: на Всесвітньому чемпіонаті 2007 UCI в командному спринті і медаль на Олімпійських іграх в Пекіні в 2008 році, а також бронзову медаль з Keirin. Росс, не зважаючи на те, що представляє Шотландію на міжнародному рівні, він народився і живе в Ньюмаркеті. У грудні 2012 року було оголошено, що Едгар підписав контракт з велосипедною командою IG-Sigma Sport для сезону 2013 року, додавши зобов'язання щодо існуючого членства в програмі велотреку Великої Британії.

## Виступи на Олімпіадах та спортивні досягнення
| Рік  | Назва змагання                                                                      | Місце проведення | Тип змагання     | Результат  | Примітки                                   |
| ---- | ----------------------------------------------------------------------------------- | ---------------- | ---------------- | ---------- | ------------------------------------------ |
| 2002 | Commonwealth Games                                                                  | Манчестер        | Командний спринт | бронза     |                                            |
| 2003 | Track Cycling World Cup Classics                                                    | Сідней           | Спринт           | 3-тє місце |                                            |
| 2003 | British National Track Championships [Архівовано 25 серпня 2016 у Wayback Machine.] |                  | Спринт           | 1-ше місце |                                            |
| 2004 | European Track Championships                                                        |                  | Спринт           | золото     | категорія «молодші за 23»                  |
| 2004 | British National Track Championships                                                |                  | Спринт           | золото     |                                            |
| 2004 | British National Track Championships                                                |                  | Командний спринт | золото     | Разом з Девідом Хелдом та Барні Сторі      |
| 2005 | European Track Championships                                                        |                  | Спринт           | срібло     | категорія «молодші за 23»                  |
| 2005 | Track Cycling World Cup Classics                                                    | Манчестер        | Командний спринт | 1-ше місце | Разом з Крісом Хоєм та Крайгом Макліном    |
| 2006 | Commonwealth Games                                                                  | Мельборн         | Командний спринт | золото     |                                            |
| 2006 | Commonwealth Games                                                                  | Мельборн         | Спринт           | срібло     |                                            |
| 2006 | Commonwealth Games                                                                  | Мельборн         | Кейрін           | бронза     |                                            |
| 2006 | Track Cycling World Cup Classics                                                    | Сідней           | Командний спринт | 1-ше місце | Разом з Крісом Хоєм та Крайгом Макліном    |
| 2006 | Track Cycling World Cup Classics                                                    | Сідней           | Спринт           | 2-ге місце |                                            |
| 2006 | British National Track Championships                                                |                  | Кейрін           | 1-ше місце |                                            |
| 2006 | British National Track Championships                                                |                  | Спринт           | 2-ге місце |                                            |
| 2006 | British National Track Championships                                                |                  | Командний спринт | 2-ге місце | Разом з Метом Кремптоном та Джеймі Стаффом |
| 2007 | World Track Championships                                                           | Майорка          | Спринт           | срібло     |                                            |
| 2007 | World Track Championships                                                           | Майорка          | Кейрін           | бронза     |                                            |
| 2007 | Track Cycling World Cup Classics                                                    | Лос-Анджелес     | Кейрін           | 2-ге місце |                                            |
| 2007 | Track Cycling World Cup Classics                                                    | Лос-Анджелес     | Спринт           | 3-тє місце |                                            |
| 2007 | Track Cycling World Cup Classics                                                    | Лос-Анджелес     | Командний спринт | 3-тє місце | Разом з Джейсоном Хері та Джейсоном Квіллі |
| 2007 | Track Cycling World Cup Classics                                                    | Манчестер        | Командний спринт | 1-ше місце | Разом з Крісом Хоєм та Крайгом Макліном    |
| 2007 | Track Cycling World Cup Classics                                                    | Сідней           | Спринт           | 3-тє місце |                                            |
| 2007 | Manchester International Keirin                                                     | Манчестер        | Кейрін           | 3-тє місце |                                            |
| 2007 | British National Track Championships                                                |                  | Спринт           | 1-ше місце |                                            |
| 2008 | Олімпійські Ігри                                                                    | Пекін            | Кейрін           | срібло     |                                            |
| 2008 | World Track Championships                                                           | Манчестер        | Командний спринт | срібло     |                                            |
| 2008 | Track Cycling World Cup Classics                                                    | Манчестер        | Командний спринт | 1-ше місце | Разом з Джейсоном Кенні та Джеймі Стаффом  |
| 2008 | Manchester International Keirin                                                     | Манчестер        | Кейрін           | 3-тє місце |                                            |
| 2009 | Track Cycling World Cup Classics                                                    |                  | Командний спринт | 1-ше місце |                                            |
| 2010 | British National Team Sprint Championships                                          |                  |                  | золото     |                                            |
| 2010 | World Track Championships                                                           | Копенгаген       | Командний спринт | бронза     |                                            |
| 2012 | Track Cycling World Cup                                                             | Лондон           | Командний спринт | 3-тє місце | Разом з Крісом Хоєм та Джейсоном Кенні     |